# Base aérea de Isa
La base aérea de Isa (en árabe: قاعدة الشيخ عيسى الجوية) (ICAO: OBBS) es un aeropuerto de uso militar que se encuentra la nación insular de Baréin, un pequeño estado de 665 km²  que está situado frente a la costa oriental de Arabia Saudita. La base aérea de Isa se encuentra en la costa del golfo Pérsico en el sur del territorio.
Alberga la Real Fuerza Aérea de Baréin (RBAF) con un grupo de Combate y los dos escuadrones que lo componen.
Durante la primera guerra del Golfo, algunas de las fuerzas de la coalición, que tenían problemas con la pronunciación árabe, la apodaron con el nombre de "pizza de Shakey".